# Oscar Dickson
Oscar Dickson, o Oskar Dickson (2 de desembre de 1823, Göteborg- 6 de juny de 1897 a Almnäs prop d'Estocolm) va ser un magnat i explorador suec d'origen escocès.
Dickson, junt amb el rei Oscar II de Suècia i Aleksandr Mikhaylovich Sibiryakov, va ser el patró de nombroses expedicions a l'Àrtic. Va esponsoritzar les exploracions d'Adolf Erik Nordenskiöld a l'Àrtida de Rússia i a Groenlàndia i també el viatge de Fridtjof Nansen a bord del vaixell Fram.
Va ser ennoblit com baró pel rei Oscar II de Suècia l'any 1885, Dickson era membre de la Reial Acadèmia Sueca de Ciències des de 1878.

## Honors
L'illa Dickson al Mar de Kara i la població propera de Dickson reben aquest nom en honor seu.